# 電磁波爆弾
電磁波爆弾（でんじはばくだん、英：Electromagnetic bomb）とは、本来原子爆弾の高高度核爆発によって発生するような強力な電磁波を原子爆弾の高高度核爆発を利用せずに（少量のTNT爆薬程度かそれ以上による）小さな爆発による爆薬発電機により、広範囲にわたる強力な電磁波を発生させる爆弾のことを指す。一般的に電磁パルス爆弾、EMP爆弾、EMP兵器と呼ばれている。
電磁波爆弾を使うことで、爆弾の効力にもよるが周囲数百メートルから数キロメートル程度に存在する電子機器の基盤を破壊し、家電やコンピューター、自動車などを使用不能にすることができる。科学兵器が多用される現代戦において非常に効果的であり、爆弾そのものは人体に影響しないという非殺傷兵器として知られる。
また、指向性エネルギー兵器としてアクティブ・フェーズドアレイ・アンテナで高出力の電磁波を特定の部位に収束させることにより、電子機器を焼損させて無力化する方法の開発も進められる。